# Diego Sebastián Cagna
Diego Sebastián Cagna (Buenos Aires, 19 d'abril de 1970) és un exfutbolista i entrenador argentí, que ocupava la posició de migcampista.

## Trajectòria
Va començar a jugar professionalment el 1988, a les files de l'Argentinos Juniors. A principis de 1992 va ser traspassat a l'CA Independiente, on roman quatre anys. Entre 1996 i 1999 milita al CA Boca Juniors, amb qui guanya el Clausura 1999. Llavors dona el salt a la competició espanyola, a les files del Vila-real CF. El 2002 recala al mexicà Atlético Celaya i a l'any següent retorna a Boca Juniors, on es retira el 2005.
Va ser internacional amb l'Argentina en 19 ocasions, tot marcant un gol. Hi va guanyar la Copa Confederacions de 1992 i va participar en la Copa Amèrica de futbol de 1999. També es va endur la medalla d'or als Jocs Panamericans de 1995.

### Com a entrenador
Després de la seua retirada, Cagna ha seguit vinculat al món del futbol com a entrenador. Al desembre de 2006 es fa càrrec del CA Tigre, tot portant-lo a la màxima categoria argentina. A l'Apertura 2007 queda en segona posició, la millor de la història del club.
Per a l'Apertura de 2008, Tigre va quedar empatat al més alt amb San Lorenzo i Boca Juniors, sent estos darrers qui guanyarien el títol pels partits de playoff. Estes actuacions han fet que el seu equip hi dispute competicions continentals.

## Títols
- Copa Confederacions: 1992
- Medalla d'Or Jocs Panamericans: 1995
- Primera divisió de l'Argentina: Apertura 1998, Clausura 1999, Apertura 2005
- Copa Libertadores: 2003
- Copa Intercontinental: 2003
- Copa Sudamericana: 2004, 2005
- Recopa Sudamericana: 2005